# لاله خط‌دار
لالهٔ خط‌دار (نام علمی: Tulipa micheliana) نام یکی از گونه‌های سردهٔ لاله است. این گیاه در حدود ۱۵ سانتیمتر ارتفاع دارد. توسط گل‌های درشت قرمز تا ۶ سانتیمتر طول و وجود خطوط کم و بیش مشخص به رنگ بنفش پررنگ بر روی برگ‌های پهن و همچنین وجود پرزهای ریز بر روی ساقه و برگ از سایر گونه‌ها متمایز می‌گردد. در قاعدهٔ قطعات گلپوش این گونه لکهٔ سیاهی دیده می‌شود که برخی دارای حاشیهٔ زرد است. جزو رستنی‌های مناطق استپی گرگان و خراسان بوده و در ارتفاعات حدود ۱۰۰۰ تا ۱۸۰۰ متری در ماه فروردین و اردیبهشت می‌روید.

تمامی لاله‌هائیکه پوشینه‌های پیاز نمدی، ساقه کرکدار، برگ های مخطط و یک گل بزرگ قرمز که لکه‌ای سیاه با حاشیه‌ای زرد در قاعده هر یک از قطعات گلپوش دارد، متعلق به این گونه یعنی لالهٔ خط دار است.